# Hugo Daya
Hugo Daya (nascido em 25 de outubro de 1963) é um ex-ciclista colombiano. Representou seu país, Colômbia, no ciclismo nos Jogos Olímpicos de Verão de 1984.